# الجوائز (تسويق)
الجوائز هي عناصر ترويجية - ألعاب، مقتنيات، هدايا تذكارية ومنتجات منزلية - مرتبطة بمنتج ما، وغالبًا ما تتطلب أغطية العلب أو بطاقات شراء أو أدلة شراء للحصول عليها. لكن يتوجب على المستهلك دفع تكاليف الشحن والتسليم على الأقل. تنقسم الجوائز في الغالب إلى ثلاث فئات: مجانية وذاتية التصفية وجوائز داخل العلبة. الجوائز المجانية هي عبارة عن عروض ترويجية للمبيعات تتضمن شراء المستهلك للمنتج من أجل الحصول على هدية أو مكافأة مجانية. ومن الأمثلة على ذلك: حملة «شراء القهوة والحصول على كعكة مجانية» التي تستخدمها بعض المقاهي. أما جوائز التصفية الذاتية هي عندما يُتوقع من المستهلك أن يدفع قيمة نقدية معينة مقابل هدية أو عنصر ما. على سبيل المثال: الحملة العالمية للمتسوقين الجدد: لقد طُلب من المستهلكين إنفاق حد أدنى من المال من أجل الحصول على عنصر مجاني. الجوائز داخل العلبة، وهي عندما تُوضع الهدايا الصغيرة في العلب. وتعد بطاقات (أول بلاك) الموجودة في صناديق سانيتاريوم ويت بيكس مثالاً جيدًا على ذلك.
تعتبر حملة الجوائز الناجحة مفيدة للشركة فهي تساعد على إقامة علاقات فعالة مع العملاء.  تحقق الحملة الجيدة ما يلي:
- تقوية إدارة علاقات العملاء في المراحل المبكرة.
- تشجيع استمرار إعادة الأعمال.
- المساعدة في استهداف جمهور محدد أو مجموعة معينة من السوق المستهدف.
- إنشاء اتصال عاطفي مع المستهلك الخاص بك عن طريق العمل كقائد تحفيزي لمزيد من البحث أو شراء منتج.[4]

من المهم أيضًا عدم الخلط بين الجوائز والأشكال الأخرى من عروض المبيعات إذ توجد عدة طرق يمكن من خلالها لمتاجر التجزئة إغراء المستهلكين.

## التاريخ

### الجوائز المبكرة
بدأ أحد التجار الأميركان من سودبوري، نيو هامبشاير في عام 1793، بتقديم العملات النحاسية التي يمكن للمستهلك جمعها واستبدالها بالعناصر الموجودة في المتجر. انتشرت هذه الممارسة واستخدمها العديد من التجار طوال القرن التاسع عشر. جاء مع صابون غسيل سويت هوم، وهو منتج من شركة بي. إيه. رابيت، بطاقات من الممكن جمعها واستردادها على شكل لوحات طباعة حجرية ملونة. وابتداءً من عام 1872، قدمت شركة غراند يونيون تذاكر للعملاء تمكنهم من استبدالها وأخذ بضائع من متاجر الشركة نفسها. قُدم أول نظام لاستثمار الطوابع في عام 1891، وهو نظام استثمار الطوابع الزرقاء، إذ يمكن للعملاء من خلاله استبدال الطوابع الملصقة على الكتيبات وأخذ منتجات من المتجر.

### تجارة استردد الجوائز
تأسست شركة سبيري وهوتشينسون في عام 1896 في مدينة جاكسون (ميشيغان)، وكانت أول جهة خارجية تقدم طوابع تجارية لشركات مختلفة، بما في ذلك تجار السلع الجافة ومحطات الوقود ولاحقًا محلات السوبر ماركت. افتتحت إس آند إتش للطوابع الخضراء، أول مركز استرداد خاص بها في عام 1897. إذ يمكن للعملاء استبدال كتيباتهم المليئة ب «الطوابع الخضراء» وأخذ المنتجات المنزلية وأدوات المطبخ والأغراض الشخصية بدلًا منها. حدّت الحرب العالمية الثانية من تجارة طوابع التداول لفترة من الوقت، ولكن عندما عاد الاقتصاد قوياً، انطلق نشاط طوابع التداول مجددًا، إذ أنشأت العديد من شركات الطرف الثالث برامج طوابع تجارية خاصة بها وقدمتها إلى محلات السوبر ماركت وتجار التجزئة الآخرين. انخفض جزء من تجارة الطوابع التجارية في عام 1965، عندما توقفت المتاجر الكبرى عن إصدار الطوابع بالكامل وبدأت في إنفاق المزيد من الأموال للإعلان عن انخفاض الأسعار. لقد استبدلت بطوابع التداول طريقة تسويق التجزئة الحديثة لبطاقات الولاء المستخدمة على نطاق واسع في محلات السوبر ماركت إذ يستفيد العملاء، من المدخرات من خلال الحصول على خصومات بدون قسيمة.
1. ↑  Lamb, Hair & McDaniel 2008، صفحات 540.
2. ↑  Kotler & Armstrong 2010، صفحات 504.
3. ↑  Boundless. (2015, 7 21). "Premiums.". Retrieved from Boundless Marketing: https://www.boundless.com/marketing/textbooks/boundless-marketing-textbook/personal-selling-and-sales-promotion-14/promotion-methods-in-consumer-sales-96/premiums-472-10621/ نسخة محفوظة 28 ديسمبر 2016 على موقع واي باك مشين.
4. ↑  Jutkins, R. (Unknown). How to Use Advertising Specialties and Premiums in Direct Marketing Advertising Specialties and Premiums in Direct Marketing. Retrieved from Presentation-Pointers.com: http://www.presentation-pointers.com/showarticle/articleid/432/ نسخة محفوظة 8 مارس 2019 على موقع واي باك مشين.
5. ↑  Lonto 2004a.
6. ↑  Lonto 2004c.
7. ↑  Lonto 2004b.